# Ankogel
Ankogel to szczyt w grupie Ankogelgruppe, w Wysokich Taurach w Alpach Wschodnich. Dawniej szczyt był wyższy o 16 metrów, ale w 1932 roku w szczytowej części nastąpiło potężne osunięcie skał. Leży na granicy dwóch austriackich krajów związkowych: Karyntii i Salzburga. Od tego szczytu pochodzi nazwa grupy, w której się znajduje. Mogłoby tu sugerować, że jest on najwyższy, tak jednak nie jest - najwyższy jest Hochalmspitze.
Szczyt ten otaczają cztery doliny: Mölltal na południowym zachodzie, Maltatal na południowym wschodzie, Gasteinertal i Grossarltal na północy.